# William H. Ryan

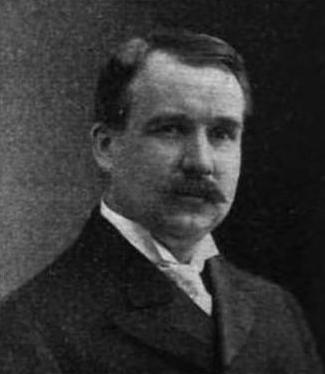
William H. Ryan

 William Henry Ryan (* 10. Mai 1860 in Hopkinton, Massachusetts; † 18. November 1939 in Buffalo, New York) war ein US-amerikanischer Politiker. Zwischen 1899 und 1909 vertrat er den Bundesstaat New im US-Repräsentantenhaus.

## Werdegang
Im Jahr 1866 kam William Ryan mit seinen Eltern nach Buffalo im Staat New York, wo er die öffentlichen Schulen besuchte. Danach arbeitete er im Schuhhandel und später in der Versicherungsbranche. Gleichzeitig schlug er als Mitglied der Demokratischen Partei eine politische Laufbahn ein. Zwischen 1894 und 1900 gehörte er dem Bezirksrat im Erie County an. Im Jahr 1898 war er dessen Vorsitzender.
Bei den Kongresswahlen des Jahres 1898 wurde Ryan im 32. Wahlbezirk von New York in das US-Repräsentantenhaus in Washington, D.C. gewählt, wo er am 4. März 1899 die Nachfolge des Republikaners Rowland B. Mahany antrat. Nach vier Wiederwahlen konnte er bis zum 3. März 1909 fünf Legislaturperioden im Kongress absolvieren. Seit 1903 vertrat er dort den damals neu eingerichteten 35. Distrikt seines Staates. Im Jahr 1908 wurde er von seiner Partei nicht mehr zur Wiederwahl nominiert.
Nach dem Ende seiner Zeit im US-Repräsentantenhaus nahm Ryan seine früheren Tätigkeiten wieder auf. Außerdem stieg er in das Bankgewerbe ein. In den Jahren 1904 und 1924 nahm er als Delegierter an den jeweiligen Democratic National Conventions teil. Außerdem gehörte er mehreren staatlichen Kommissionen an. William Ryan starb am 18. November 1939 in Buffalo.